# Papilloculiceps longiceps
Genre
Espèce
Papilloculiceps longiceps, communément Poisson-crocodile tapis, est une espèce de poissons de la famille des Platycephalidae de l'océan Indien. C'est la seule espèce de son genre Papilloculiceps (monotypique).

## Répartition
Papilloculiceps longiceps se rencontre dans l'ouest de l'océan Indien de la mer Rouge jusqu'aux côtes d'Afrique du Sud et de Madagascar à une profondeur de 1 à 15 m.

## Description

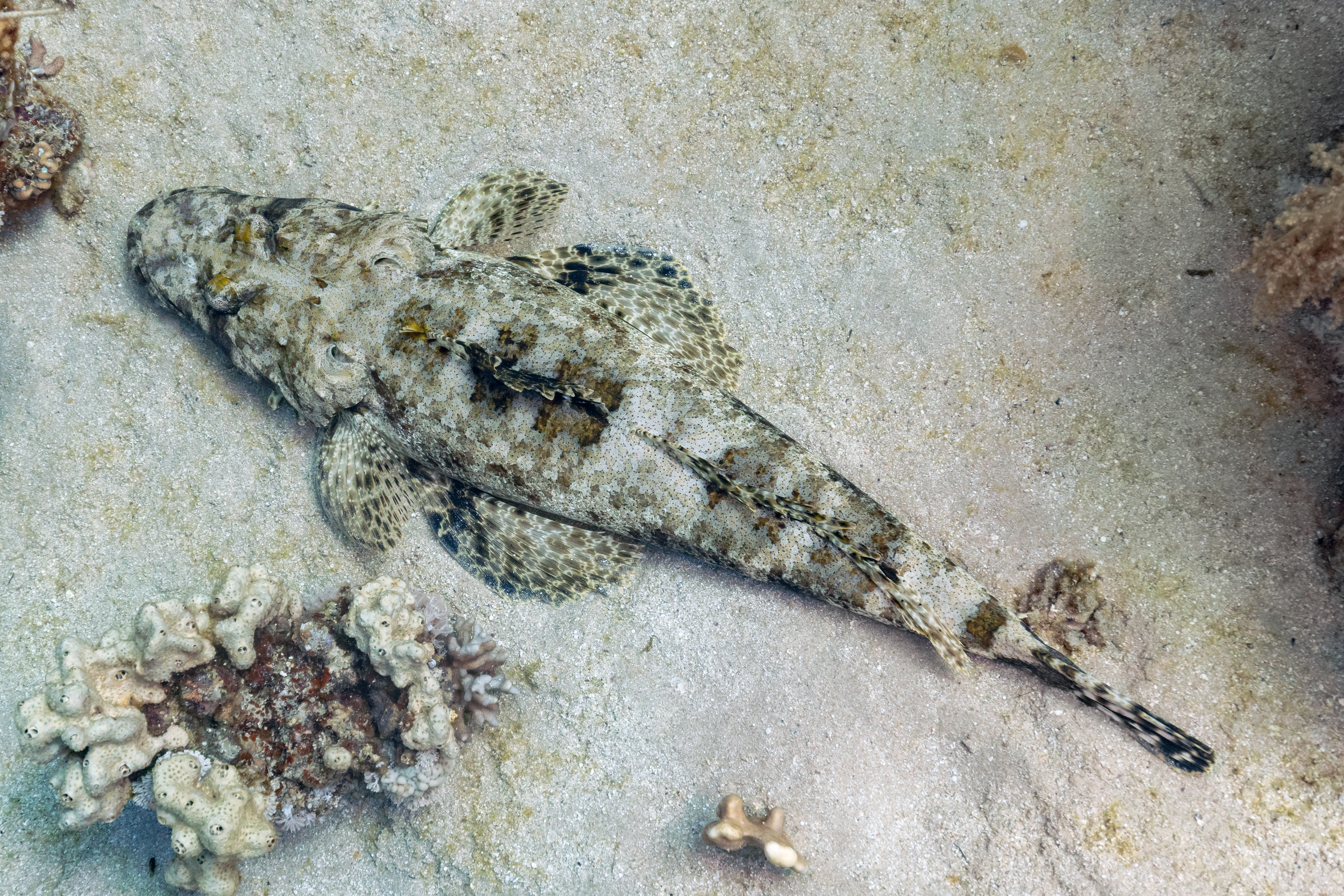
Papilloculiceps longiceps au large du ras Mohammed (Égypte).

La taille maximale connue pour Papilloculiceps longiceps est de 70 cm.

## Nom vernaculaire
En français, cette espèce est appelée Poisson-crocodile tapis, Poisson-crocodile ou Platycéphale tentaculé.

## Publication originale
- Cuvier, 1829 : « Histoire naturelle des poissons. Tome quatrième. Livre quatrième. Des acanthoptérygiens à joue cuirassée », p. 1–518.